# Штеффенсгаген
Штеффенсгаген (нім. Steffenshagen) — громада в Німеччині, розташована в землі Мекленбург-Передня Померанія. Входить до складу району Росток. Складова частина об'єднання громад Бад-Доберан-Ланд.
Площа — 9,32 км2. Населення становить 532 ос. (станом на 31 грудня 2020).